# Алугеде
Алуге́де — река в Эритрее.
Берёт начало при слиянии реки Сиот и реки Барасио вблизи горы Корбало.
Река течёт вниз по восточному склону Эритреи до небольшого городка Форо у побережья Красного моря. Здесь Алугеде впадает в Хаддас.
Крупнейшие притоки Алугеде — река Шахгеде и река Айдересо.